# Matthew Ezzy
Matthew Ezzy (* 2. Januar 1984 in Lismore, New South Wales, Australien) ist ein ehemaliger australischer Eishockeytorwart, der den Großteil seiner Karriere bei den Newcastle North Stars in der Australian Ice Hockey League verbrachte.

## Karriere
Matthew Ezzy begann seine Karriere als Eishockeyspieler bei den Gold Coast Grizzlies. 2002 wechselte er nach Kanada, wo er zunächst ein Jahr bei den Smith Falls Bears in der Central Canada Hockey League das Tor hütete. Anschließend stand er bei den London Nationals in der Greater Ontario Junior Hockey League auf dem Eis. 2004 kehrte er nach Australien zurück und spielte bis zu seinem Karriereende 2011 bei den Newcastle North Stars in der Australian Ice Hockey League. Mit seinem Team gewann er 2005, 2006 und 2008 den Goodall Cup, die australische Meisterschaft. Als Meister der Hauptrunde gewann er mit den North Stars zudem 2004 und 2009 den V.I.P. Cup sowie 2010 die Nachfolgetrophäe H Newman Read Trophy. 2004, 2005, 2006 und 2007 wurde er jeweils zum Torwart des Jahres der AIHL gewählt.
Während der Spielpause im Südhalbkugelsommer spielte er zeitweise für Klubs auf der Nordhalbkugel der Erde, wo dann Winter herrschte. So war er in der Spielzeit 2004/05 für die Aurora Tigers in der Ontario Junior Hockey League und die Welland Junior Canadians in der Greater Ontario Junior Hockey League aktiv. 2006/07 ging er erstmals nach Europa und hütete beim KHK Roter Stern Belgrad in der serbischen Eishockeyliga das Tor. Zwei Jahre später stand er dann bei den Utrecht Rheem Racers in der niederländischen Ehrendivision im Kasten.

### International
Für Australien stand Ezzy im Juniorenbereich bei der U18-Junioren-Weltmeisterschaft der Asien-Ozeanien-Division 2001 im Tor.
Im Herrenbereich nahm er mit der australischen Mannschaft an den Weltmeisterschaften der Division I der 2009 und der Division II 2004, 2005, 2006, 2007, 2008, 2010 und 2011 teil. 2005, 2006 und 2008 wurde er zum besten Torhüter des Turniers gewählt und erreichte 2008 zudem die beste Fangquote und den geringsten Gegentorschnitt aller Torhüter des Turniers. 2010 (hinter dem Spanier Ander Alcaine) und 2011 (hinter dem Neuseeländer Richard Parry) schloss er das Turnier jeweils mit der zweitbesten Fangquote und 2011 auch mit dem zweitgeringsten Gegentorschnitt (hinter Parry) ab.

## Erfolge und Auszeichnungen
- 2004 Gewinn des V.I.P. Cups mit den Newcastle North Stars
- 2004 Torwart des Jahres der Australian Ice Hockey League
- 2005 Bester Torhüter bei der Weltmeisterschaft der Division II, Gruppe A
- 2005 Gewinn des Goodall Cups mit den Newcastle North Stars
- 2005 Torwart des Jahres der Australian Ice Hockey League
- 2006 Bester Torhüter bei der Weltmeisterschaft der Division II, Gruppe B
- 2006 Gewinn des Goodall Cups mit den Newcastle North Stars
- 2006 Torwart des Jahres der Australian Ice Hockey League
- 2008 Aufstieg in die Division I bei der Weltmeisterschaft der Division II, Gruppe B
- 2008 Bester Torhüter, beste Fangquote und geringster Gegentorschnitt bei der Weltmeisterschaft der Division II, Gruppe B
- 2008 Gewinn des Goodall Cups mit den Newcastle North Stars
- 2008 Torwart des Jahres der Australian Ice Hockey League
- 2009 Gewinn des V.I.P. Cups mit den Newcastle North Stars
- 2010 Gewinn der H Newman Read Trophy mit den Newcastle North Stars
- 2011 Aufstieg in die Division I bei der Weltmeisterschaft der Division II, Gruppe B